# Liste des espèces végétales protégées en Bretagne
La liste des espèces protégées en Bretagne est une liste officielle définie par le gouvernement français, recensant les espèces végétales qui sont protégées sur le territoire de la région Bretagne, en complément de celles qui sont déjà protégées sur le territoire métropolitain. Elle a été publiée dans un arrêté du 23 juillet 1987.

## Ptéridophytes
- Adiantum capillus-veneris L., Capillaire de Montpellier-Cheveux de Vénus
- Anogramma leptophylla (L.) Link, Anogramme à feuilles minces
- Asplenium obovatum Viv., Doradille a feuilles ovales
- Asplenium septentrionale (L.) Hoffm., Doradille du Nord
- Botrychium lunaria (L.) Swartz, Botrychium lunaire
- Equisetum hyemale L., Prêle d'hiver
- Huperzia selago (L.) Bernh ex Schr. et Mart., Lycopode sélagine
- Lycopodium clavatum L., Lycopode en massue
- Ophioglossum vulgatum L., Ophioglosse commune - Langue de Serpent
- Polystichum aculeatum (L.) Roth., Polystic lobé

## Phanérogames

### Monocotylédones
- Allium ericetorum Thore, Ail des landes
- Allium schoenoprasum L., Civette - Ciboulette - Kraksivolez
- Avenula marginata ssp. marginata anciennement Avenula marginata (Lowe) J. Hol. ssp. sulcata (Gay) Franco, Avoine marginée
- Carex liparocarpos Gaudin, Carex à fruits lustrés
- Cephalanthera longifolia (L.) Fritsch, Céphalanthère à feuilles étroites
- Dactylorhiza majalis (Rchb.) P.F.Hunt & Summerh. anciennement Dactylorchis majalis (Rehb.) Hurt. et Summ., Orchis à larges feuilles
- Dactylorhiza viridis (L.) R.M.Bateman, Pridgeon & M.W.Chase anciennement Coeloglossum viride (L.) Hartm., Orchis vert - Orchis grenouille
- Eriophorum latifolium Hoppe, Linaigrette à feuilles larges
- Eriophorum vaginatum L., Linaigrette engainée
- Festuca ovina subsp. ophioliticola (Kerguélen) M.J.Wilk. anciennement Festuca ophioliticola Kerguelen, Fétuque des serpentines
- Gladiolus illyricus Koch, Glaïeul d'Illyrie
- Muscari botryoides subsp. lelievrei (Boreau) K.Richt anciennement Muscari lelievrii Bor., Muscari de Lelièvre
- Neottia nidus-avis (L.) Rich., Néottie nid d'oiseau
- Ophrys sphegodes Miller, Ophrys araignée
- Anacamptis palustris var. palustris anciennement Orchis laxiflora Lam. ssp. palustris (Jacq.) Bon. et Lay., Orchis des marais à fleurs lâches
- Pancratium maritimum L., Lys de mer
- Schoenoplectus triqueter (L.) Palla anciennement Scirpus triqueter L., Scirpe triquètre
- Serapias cordigera L., Sérapias en cœur
- Serapias lingua L., Serapias langue

### Dicotylédones
- Achillea maritima (L.) Ehrend. & Y.P.Guo anciennement Otanthus maritimus (L.) Hoffm., Diotis cotonneuse, Diotis maritime
- Adenocarpus complicatus (L.) Gay, Adénocarpe
- Arbutus unedo L., Arbousier, arbre aux fraises
- Arenaria serpyllifolia L. ssp. serpyllifolia, Sabline à feuilles de serpolet
- Blackstonia imperfoliata (L.f.) Samp. anciennement Blackstonia perfoliata (L.) Huds. ssp. imperfoliata (L. Fil.) Franc., Centaurée jaune
- Cerastium arvense L., Céraiste des champs
- Crassula vaillantii (Willd.) Roth., Crassula de Vaillant
- Crepis suffreniana (DC.) Lloyd, Crépis de Suffren
- Diplotaxis viminea (L.) DC., Diplotaxis des vignes
- Elatine alsinastrum L., Elatine Fausse-Alsine
- Erodium botrys (Cav.) Bertol., Erodium botrys
- Erodium malacoides (L.) L'Hér., Erodium Fausse-Mauve
- Eryngium maritimum L., Panicault de mer, Chardon des dunes, Chardon bleu
- Galatella linosyris subsp. armoricana (Rouy) Greuter, anciennement Aster linosyris (L.) Bernh. ssp. armoricanus Rouy, Aster linosyris d'Armorique
- Galium mollugo subsp. neglectum (Le Gall ex Gren.) Nyman anciennement Galium neglectum Le Gall ex Gr., Gaillet commun négligé
- Gentianella campestris (L.) Börn., Gentiane champêtre
- Helianthemum nummularium (L.) Miller, Hélianthème jaune
- Hymenolobus procumbens (L.) Nett., Hyménolobe couché
- Limonium ovalifolium (Poiret) O. Kuntze ssp. gallicum Pignatti, Statice à feuilles ovales
- Linaria arenaria DC., Linaire des sables
- Lotus parviflorus Desf., Lotier à petites fleurs
- Lupinus angustifolius L. ssp. reticulatus (Desv.) Cout., Lupin à feuilles étroites, Piz c'hwero
- Myosotis ramosissima Roch. ssp. lebelii (Godr.) Blaise, Myosotis de Lebel
- Myosotis sicula Guss., Myosotis des marais
- Ornithopus sativus Brot. ssp. sativus, Ornithope cultivé
- Otanthus maritimus (L.) Hoffm., Diotis cotonneuse, Diotis maritime
- Parentucellia latifolia (L.) Caruel, Parentucelle à larges feuilles
- Peucedanum officinale L., Peucédan officinal
- Plantago holosteum var. littoralis (Rouy) Kerguélen anciennement Plantago recurvata L. var. littoralis Rouy, Plantain à feuilles carénées
- Polygonum maritimum L., Renouée maritime
- Pulmonaria angustifolia L., Pulmonaire à feuilles étroites
- Sagina nodosa (L.) Fenzl., Sagine noueuse
- Sedum caespitosum (Cav.) DC., Sédum rougeâtre
- Senecio helenitis (L.) Sch. et Thel. ssp. helenitis var. helenitis, Séneçon à feuilles spatulées
- Serratula tinctoria L. ssp. seoanei (Willk.) Lange, Serratule des tinturiers sous-espèce de Seoane
- Seseli annuum L., Sésélie annuelle
- Silene portensis L., Silène des ports
- Sonchus bulbosus (L.) N.Kilian & Greuter, anciennement Aetheorhiza bulbosa (L.) Cass., Crépis bulbeux
- Tetragonolobus maritimus (L.) Roth, Tetragonolobe maritime
- Tolpis barbata (L.) Gaertn., Trépane barbue
- Trifolium bocconei Savi., Trèfle de Boccone
- Urtica membranacea Poir. anciennement Urtica dubia Fors., Ortie à membranes
- Urtica pilulifera L., Ortie à pilules
- Vaccinium oxycoccos L., Canneberge